# 川原かなえ
川原 かなえ（かわはら かなえ、1995年3月14日 - ）は、日本のAV女優。クルーズグループ所属。

## 略歴
2019年9月、Fitchの専属女優としてAVデビュー。
2019年11月より専属を離れ、企画単体女優となる。

## 人物
大阪府出身。
趣味はゲーム・カラオケ、特技はゲーム・絵画。
大きなお尻と太腿が特徴のむっちり体形。約110セントのヒップサイズで、お笑い芸人のリボルバー・ヘッドには「迫力は現役女優ナンバーワン」と評された。
AV女優となった動機は、AV男優のチンコが本当に大きいのか興味があったから。

## 出演作品

### アダルトDVD
- 可愛い顔してお尻と太ももがヘビー級! 職場でセクハラされまくるMっ気たっぷり受付嬢川原かなえAVデビュー!（9月13日、Fitch）
- 押しに弱過ぎてセクハラされまくるデカ尻むっちりMっ娘受付嬢（11月13日、Fitch）
- 夫の前で痴漢に絶頂(いか)された妻（11月19日、VENUS）

- 元恋人は夫の弟… 背徳の肉体契約（1月1日、プラネットプラス）
- ［素人応募］ 未曾有のデカ尻ファミレス店員ちひろちゃん 勤務中に店内でリモコンバイブで弄ぶの巻（1月1日、キチックス）
- 失禁しながら嬉しそうに腰を振るデン尻娘の重圧騎乗位中出しピストン（1月19日、エムズビデオグループ）
- SUPER FISHEYE FETISHIZM 迫力興奮蜜写 ムチムチ肉感ドエロBODY（1月25日、AVS Collector's）
- 全身オイル×ポルチオ×エビ反り絶頂SEX（1月25日、セレブの友）
- いいなり肉ペットどすけべ肉尻妻 初めての野外でか尻調教（1月25日、かつお物産）
- ムチムチな太ももの関西弁女子 アヘ顔でイキまくるチ○ポ大好きデカ尻娘（2月13日、アポロ）
- 巨乳妻ツボ突き 潮濡れオイルエステ（2月15日、ロータス）
- 息子の嫁はデカ尻（2月19日、KSB企画）
- 同じ会社のむっちり人妻が俺宅にお泊り。 ノーメイクになった彼女があまりにも可愛すぎて中出し性交!（2月25日、賢者の食卓）
- シリガル silly girl vol.1 マッチングアプリで知り合ったデカ乳輪の専門学生は気持ち良すぎると過呼吸になってエビ反り連発!（2月25日、あんず）※「かなえ」名義
- パートの人妻さんが若い従業員をこっそり連れ込んで楽しむヤリ部屋になっているバイト先の休憩室（3月1日、熟女JAPAN）※「さよこ」名義
- むちむちデカ尻 神ブルマ ロリ美少女やぽっちゃり娘にピチピチブルマ&体操着を着せ、ハミパン、ムレムレワレメを毛穴まで見えるほどの超ドアップ接写! さらに尻コキ、着衣お漏らし放尿やブルマぶっかけ、生中出し等ブルマ好きに送る完全着衣フェチAV（3月12日、親父の個撮）
- 淫乱過ぎるこの女のBUZZる猥褻豊満ボディ（3月13日、AVS Collector's）
- FAラブホテル 大人の交際ポルノ（3月13日、FAプロ）
- 素晴らしき 女のおけつ（3月13日、FAプロ）
- 美少女乱交 4Pレズビアン 唾液と愛液がいやらしく絡み合う同性愛SEX 佐川はるみ 川原かなえ 宮沢ちはる 橋野愛琉（3月13日、セレブの友）
- ムッチリ総合病院 川原かなえ 篠崎かんな 桜庭ひかり（3月19日、グローリークエスト）
- デカ尻妻の発情交尾（3月29日、ジュエル）※「神林さとみ」名義
- 巨乳の谷間はもはやマ○コだ! 女性器として扱うパイズリ（4月2日、グローリークエスト）
- 中出しご奉仕 爆尻ソープ（4月7日、VENUS）
- デカ尻先生! 〜ボクの先生は性処理係〜（4月7日、下半身タイガース）
- 2020年度 ソフト・オン・デマンド株式会社 全裸入社式 新卒社員20名の桃色ま●こ 超羞恥4時間スペシャル!（4月9日、SODクリエイト）※「野原香」名義
- 素人ブルマニア個人撮影映像 中出しブルマん娘（4月9日、フェチ眼）※「かなえ」名義
- 性癖がエグすぎる女優たちと台本ナシのガチンコ合コンした結果… ド淫乱本性全開でザーメンまみれ大乱交!! 佐川はるみ 川原かなえ 宮沢ちはる 橋野愛琉（4月13日、セレブの友）
- えげつない巨尻2人目（4月25日、豊彦）※「花織ふたば」名義
- ホームセンターで働くヒップ100cm超えおねえさん くだけた関西弁のおねーちゃんが絶倫巨根に突かれメロメロチ●ポ堕ち!（4月25日、ブロッコリー）
- 爆乳×でか尻×ドム脚×ミニスカ 超ムチムチはみ尻女子○生は超ヤリマン×2 川原かなえ 中村知恵（4月25日、かつお物産）
- ―旦那が出張中の3日間― 叔母さんのデカ尻が大好きすぎて2人きりの自宅で生ハメしまくって何度も中出しした（5月1日、LUNATICS）
- 尾瀬高原温泉で見つけた美巨乳山ガールの皆さん タオル一枚男湯入ってみませんか? 特別ミッション お互いの下半身についた湯しずく舐め取り合う 口内射精13発SP!（5月8日、SODクリエイト）
- 川原かなえが憧れの先輩・宮沢ちはるとガチレズSEX! 相性抜群の2人が絡み合ったら… ヨダレと愛液を絡ませて涙を流しながら幸せ絶頂した!!（5月13日、セレブの友）
- 角オナニー 2 擦り付けたら止まらない 12人（5月19日、妄想族 (アダルトビデオ)かぐや姫Pt）
- 僕のせいでお姉ちゃんはクラスメイトたちに太ももを触らせることになった（5月19日、かぐや姫Pt）
- 遂に黒い巨根を解禁! 本社から突然やってきた黒人社長の虜になったオフィスレディ（6月1日、Fitch）
- ぶっかけデカ尻新入社員はパツパツマイクロミニで上司を誘惑するドスケベ痴女（6月7日、WEEKENDER）
- 黒パンストの下半身が卑猥にクネるオナニー快楽 2（7月1日、セレブの友）
- 若妻アナル肉人形（7月7日、アタッカーズ）
- どこでもフェラさせられちゃう素人娘たち 5 13人（7月7日、かぐや姫Pt）
- アラサーで大学に入り直した妻の学費を稼ぐために僕は毎日頑張って働いていたのに、まさかヤリサーに入っていたなんて…（7月19日、ミセスの素顔）
- セクハラママさんバレー! ハイレグブルマ姿の人妻9人が挑む過酷なエロトレーニング（7月19日、ミセスの素顔）
- こっちの穴はお父さんにしてほしい! 川原かなえ（9月7日、アタッカーズ）
- ショタ歯科クリニック  ｢お母さんには内緒だよ｣（9月10日、SODクリエイト）
- ヌードデッサンモデルの高額アルバイトでやってきた人妻さんに男根挿入して種付けSEXするビデオ 25（9月10日、熟女LABO）
- ガニ股バイブ失禁オナニー（9月10日、RADIX）
- SOD女子社員 新入社員限定 巨乳だらけの全裸で健康診断 立派に育った食べごろな身体の9名を全裸にして真面目に検診しました♡（9月24日、SODクリエイト）
- 新婚人妻秘書のデカ尻に我慢できず 2人きりの社長室で寝取って毎日生ハメ中出しした 川原かなえ（10月1日、LUNATICS）
- 後ろから突いて!（10月1日、FAプロ）
- アナル浣腸イキ懇願（10月7日、Hunter）
- 「本当は毎日セクハラされたいんです…」 デカ尻がエロい乳製品販売妻カナさん(29) 念願のケツぶっかけで満足（10月8日、コスモス映像）
- 「もっと奥までください!」 意識高い系女子のデカ尻義姉が媚薬ドリンクで汗だく & 汁だく! 何度ハメてもボクのチ〇ポと中出しを欲しがる言いなり尻に!（10月19日、Hunter）
- デカ尻娘と絶倫叔父さん 川原かなえ（11月12日、ヒビノ）
- 俺のことが大好きな都合のいいデカ尻ペット かわいい顔してえげつない下半身のいいなりドマゾ娘が絶叫イキ狂い! 川原かなえ（12月1日、LUNATICS）
- 完全主観 方言女子 播州弁 川原かなえ（12月4日、h.m.p）
- 無理やりマ○コにぶち込まれ激ピストンでイカされた愛液まみれのチ○ポをイラマチオ! 強制PtoMで変態覚醒した敏感女（12月24日、ナチュラルハイ）

- どエロい夢を見ていた娘は、寝言で淫語を連発。心配なので起こしてみると寝ぼけたまま、俺を襲ってきた。可愛らしい娘からは想像できないほど、俺のチ○ポを弄び 2（1月29日、NON）
- うずうず  私、3穴パコられに来ちゃいました! 極悪マゾ悟り素人オフ会 応募:ケツ喉マ○コちゃん（2月25日、えむっ娘ラボ）
- 早熟な肉妻の匂い 川原かなえ（4月2日、NON）
- 愛娘は、極度の男の臭いフェチ。特に俺の恥ずかしい所の臭いを嗅いで、エロ顔になる娘を見てダメだと思いつつもフル勃起。洗ってないギン起ちチ○ポを顔に擦り付け 2（4月2日、NON）
- デカ尻露出狂 契約獲得のために枕営業してきたエロ尻ヤリマン保険営業OLを羞恥露出プレイに誘ってみた。川原かなえ（5月14日、ゲッツ!!）
- 母親のアナルSEXを覗いてしまった娘達!? めっちゃ気持ち良さそうな母を見てアナルにチ○ポを入れてみたくなっちゃった!!（6月10日、SWITCH）
- 飲み会後、終電逃してラブホに泊まることになった僕と親友カップル。相部屋川の字で寝ていたところ隣に彼氏(親友)がいるにも関わらず、僕のチ○ポを漁り出し、エンドレス逆夜這いで朝まで痴女られた!（6月11日、ゲッツ）
- 会員制 人妻玄関ピンサロ ～ワタシのお口で気持ちよくしてあげる～ 6（7月19日、アクアモール/エマニエル）
- レズ密着 ネコとタチ 愛欲のしたたり 12人（8月1日、FAプロ）
- 色白で可愛らしいお顔にメガトン級のむっちり下半身を持つむっつり爆尻妻 川原かなえ（8月1日、OFFICE K'S）
- 美尻・巨尻美女の激イキ杭打ちピストンディルドオナニー（9月1日、OFFICE K'S）
- 完全撮りおろし ムチムチ肉感ディルドオナニー（10月1日、OFFICE K'S）
- むっちり汗だくレズ 湿度100%! 快感指数200%!!（11月2日、U&K）
- SUPER FISHEYE FETISHISM 迫力興奮蜜写 デカ乳 & デカ尻むちむちW肉感どエロBODY 川原かなえ 南風佐和（12月7日、AVS collector’s）

- 爆乳 & 爆尻と股間が丸出しのむっちり逆バニー達が巻き起こす卑猥過ぎる肉感むちむち学園祭! 藤沢麗央 川原かなえ 大原理央 ジューンラブジョイ（1月18日、Fitch）
- 画面外ならバレやしない オンライン挿入会議  「具合悪そうですけど… 大丈夫ですか?」（3月22日、レッド）
- ヒップ100cmオーバーの美人デカ尻奥様 初めてのアナルSEXでケツ穴メロメロ かなえ27歳（3月22日、REAL）
- 尻玩具娘 川原かなえ（4月5日、中嶋興業）
- 東京文京区にある美人教師が多く通うわいせつ催淫整体院盗撮（4月19日、カルマ）
- KARMAナンパ隊が行く! 「小さい頃からおっぱいの大きさがコンプレックスでした…」  素人娘おっぱいもみもみインタビュー（4月19日、カルマ）
- 過剰すぎる密着施術で客ち○ぽをビンビン勃起させヒモパン越しに擦り付け生ハメ誘うマスク美女メンエス嬢 2（5月6日、ゲッツ）
- 某所に存在すると噂の貞操観念ZERO!! ザーメン・SEX中毒のむっちむち巨乳ヤリマン達が住むパコじゅぽシェアハウス!! 毎日が乱れまくりの、ハメて!! しゃぶって!! またハメて!! 全員穴兄弟・竿姉妹性活。（5月10日、SCOOP）
- ゴミ集積場でタイトワンピが透けすぎてパンツが丸見え状態の奥さんと2人きり! 無意識に誘惑してくる透けパン尻がエロすぎるので今から即ハメします。2（5月12日、DANDY）
- 地味なのにむっちりボディで誘惑するデカ尻介護士に杭打ち騎乗位で種搾りプレスされ妊娠汁を吸い上げられました。（5月13日、BANG!!）
- 素人男女モニタリング実験でゲッツ! 真面目OLさん急募!!「女性恐怖症に悩む童貞くんと一緒にAV見てあげて下さい」 女性の手すらまともに握れない童貞くんのデカチン勃起にムラムラしたOLさんは動画の挿入途中でさらに発情しまくってしまい…（6月10日、ゲッツ）
- 「こんなところでゴメンなさい…。でも、もう我慢出来なかったの…」 トイレが故障で使えず膀胱限界の放尿婦人 36人（6月21日、アクアモール/エマニエル）
- 大丈夫… 私が耐えれば  旦那に売られた妻たち… 「ぐぅぅ… あぁもうだめ… いぐぅぅ」（6月28日、レッド）
- 勝ったら30万! 負けたら即ハメ! OLかるたパンチラ対決! かるたが得意な駆け出し男優相手にパンチラ気にしながら孤軍奮闘ガチ対決! で賞金獲得なるか? それともデカチン中出しでイキまくるのか?（7月8日、BANG!!）
- 素人男女モニタリング実験でゲッツ! 童貞 × 清楚な癒し系奥さま「純情なDボーイを優しく手ほどきしてくれませんか?」 包容力溢れる貞淑妻が戸惑いの初パンティ素股で童貞ガチガチ○ポにマジ発情! 奥手Dチン卒おめSP!（7月15日、ゲッツ）
- 豊満レズビアン! 有奈めぐみ 川原かなえ（8月9日、セレブの友）
- お尻の穴って性器なんですか? むっちむちJ系は汚じさん極太チ◎ポと首絞め2穴責めで何度もアヘ顔イキする変態アナル小便大洪水マゾちゃんでした  かなえちゃん（9月6日、山と空/妄想族）
- ドスケベ女子校生快楽中毒デカ尻性欲モンスター（9月27日、デジタルアーク）
- 可愛い顔してヒップ110cmのデカ尻肉感美女 川原かなえ8時間BEST（10月18日、Fitch）※単体ベスト

### アダルトVR
- 【Fitch肉感VR】 川原かなえVR解禁! 研修先のビジネスホテルでむっちむちの太ももとデカ尻がハンパない後輩の女の子とまさかの相部屋! 新婚の僕は手を出しちゃいけないのに一緒に飲んでいたら小悪魔のように誘ってくるから酔った勢いでめちゃくちゃイカセてやりました!（2月21日、Fitch）
- すごいデカ尻&ムチムチ太もも関西弁お姉さんと性交 【イク時はアカン連呼】 ガニマタで太ももプルプルさせ感じまくる立ち手マンとデカ尻を打ち抜くバックと超・覆いかぶさり正常位と100cmヒップの重圧ハンパない杭打ちピストン騎乗位と対面座位 【生中出し】（2月27日、アリスJAPAN）
- 乱交オフ会VR 信州方面混浴温泉ツアー （定員20名 参加料 男性:5000円 女性:無料 ＊バスタオルはご持参ください 川原かなえ 宝田もなみ 二宮和香（2月27日、SODクリエイト）
- マジックミラーペアルームNTRエステ 2 すぐ隣で敏感な彼女が大絶叫エビ反りイキしまくっている中、痴女エステティシャンに責められナマSEX 川原かなえ みひな（6月18日、SODクリエイト）
- 尻枕VR ぷりぷり尻を枕にして手コキとフェラで責められる逆3P痴女クラブ 川原かなえ 阿部乃みく（11月17日、ワンズファクトリー）

- エビ反りイキを体験するVR（1月14日、KMPVR）
- 当然のように濃密誘惑を繰り返す卑猥プレイ エロ汗まみれの絶倫型騎乗位で根こそぎ痴女られたボク。川原かなえ（1月16日、KMPVR）
- 至高のオーラルセックス! 唾液口移し & 顔舐めVR（1月26日、KMPVR）
- 指咥えさせJOI & 窒息JOI 新たな性感帯で喉イキ誘発VR!!（3月8日、KMPVR）
- まんぐり系オナニーVR @ Tバック（4月2日、KMPVR）
- 男を狂わせる肉尻! 常に発情＆汗だく連続悶絶ファック! 川原かなえ（6月10日、肉きゅんパラダイス）

- Wデカ尻窒息SPECIAL AV界の二大巨尻女優がVR初共演! 圧巻のHip199cm × 180°ド迫力高画質!! 玉木くるみ 川原かなえ（4月27日、ワンズファクトリー）

### アダルト配信
2019年
- 中出し海ナンパ! 彼氏と別れた傷心につけ込みなし崩しセックス♪ 水着からはみ出る肉感たっぷりムチムチ巨尻を波打つまでピストンし生ハメ2連続! むみ（11月26日、黒船）

2020年
- のっとり温泉旅行 女の体になって、やりたい放題 川原かなえ（2月6日、ノットリ）
- ※卑猥尻に要注意 ※ドスバスと突かれる度にブルンッブルンッと音を響かせ揺れまくるむっちり肉感ドエロボディ! めちゃくちゃノリ良しエッチも大好き!! 特大サイズのデカ尻を振り乱し貪欲に快楽を求める欲望剥き出しのダイナミックSEX!! 【しろーとLOVETube】 かなえ 24歳 スポーツジムインストラクター（3月3日、しろーとLOVETube）
- ドエロい極尻! ヌルヌル尻コキ! 強烈杭打ち騎乗位! 痛いけど気持ちいい連続スパンキングでマン汁だらだら! 密着マキシワンピでローションプレイ! 卑猥な潮吹きピストンでイキ狂う!!! ＜エロい娘限定ヤリマン数珠つなぎ!! ～あなたよりエロい女性を紹介してください～ 52発目＞ りほ 24歳 営業事務（3月8日、プレステージプレミアム）
- 美女だらけのジョバジョバ大量放尿120分 完全版 ～恥じらいながらもオシッコ大洪水（10月23日、パラダイステレビ）
- 【配信専用】ムチプリ肉厚極上尻コキ!! 4 画面から飛び出さんとアナタの視界に迫り来る… デッカイたわわな桃尻…!!（11月26日、ふぇち党）

2021年
- ムチムチFETISH Part.1 川原かなえ（7月19日、ズボズバ）
- ムチムチFETISH Part.2 川原かなえ（7月19日、ズボズバ）
- 貴方の肉便器として使って下さい!! 川原かなえ（9月2日、ズボズバ）
- 配信限定版 川原かなえハイパーベスト5時間14分（12月27日、セレブの友）※単体ベスト

2022年
- 第1回 全国高等マ●コ野球拳大会完全版 ～アウト! セーフ! 深紅の優勝パンティー目指してよよいのよい!（4月17日、パラダイステレビ）
- ケツビッチ!! 川原かなえ（8月26日、ドリームチケット）
- またがりたい… 川原かなえ（9月26日、WAAPサロン）
- この指でベロチュウしながらシゴいてあげる 川原かなえ（10月13日、WAAPサロン）

### 女性向けアダルトビデオ
- 「全部、お酒のせいだから…」 合コンで出会ったばかりのイケメンに迫られ乱れてしまう爆尻娘 長瀬広臣 川原かなえ（2021年7月15日、ムラっch）
- 関西弁バカップル★ ～ムチムチデカ尻彼女にメロメロな僕～ 長瀬広臣 川原かなえ（2021年7月22日、ムラっch）

## 出演

### テレビ
- 第1回全国野球拳大会 アウト!セーフ!よいのよい!（2021年8月12日、パラダイステレビ）大阪巨尻学園代表[5]
- ドキッ!ナイトプールから生中継～ビキニ美女が暴露トーク!?～（2022年7月7日、パラダイステレビ）[6]